# فهرست شهرهای ماداگاسکار
ماداگاسکار، جزیره‌ای در اقیانوس هند، دارای شهرهای متعددی است. در زیر فهرستی از برخی از شهرهای مهم این کشور آورده شده است:
1. آنتاناناریوو (Antananarivo): پایتخت و بزرگ‌ترین شهر ماداگاسکار.
2. تولیاری (Toliara): شهری ساحلی در جنوب غربی جزیره.
3. انتاناناریوو (Antsiranana): واقع در شمال ماداگاسکار، معروف به دیگو سواره (Diego Suarez).
4. فیرانانتسوا (Fianarantsoa): مرکز فرهنگی و آموزشی کشور.
5. ماجرانجا (Mahajanga): شهری در شمال غرب ماداگاسکار با سواحل زیبا.
6. تاماتاوه (Toamasina): بندر اصلی کشور در شرق ماداگاسکار.
7. آنتسیرابه (Antsirabe): شهری کوهستانی و معروف به چشمه‌های آب گرم.
8. سوالازا (Sakaraha): شهری کوچک در نزدیکی پارک ملی.
9. آنتسویر (Antsohihy): شهری در شمال غربی ماداگاسکار.
10. سیرانانا (Siranana): شهری در ناحیه آنگوای (Agnalazaha).
11. دییگو سواره (Diego Suarez): همانند انتسیرانه، به عنوان نام دیگر انتسیرابه شناخته می‌شود.
12. ماناکارا (Manakara): شهری ساحلی در شرق ماداگاسکار.
13. تسیرنکرو (Tsiroanomandidy): شهری در مرکز ماداگاسکار.
14. آنتانامبوا (Antanambao): شهری در ناحیه آنتاناناریوو.
15. ماجنگا (Majunga): دیگر نام برای ماجرانجا، شهری بندری در شمال غرب.
16. تومبوسا (Tombokoto): شهری کوچک در ناحیه آنگوای.

این فهرست تنها بخشی از شهرهای ماداگاسکار است و این کشور دارای بسیاری از شهرها و روستاهای دیگر نیز می‌باشد.